# 维拉皮亚纳
维拉皮亚纳（義大利語：Villapiana），是意大利科森扎省的一个市镇。总面积38平方公里，人口5443人，人口密度143.2人/平方公里（2009年）。ISTAT代码为078154。